# Ektromelie
Als Ektromelie (von altgriechisch ἐκτροπή ektropē ‚Abwendung, Abweichung‘ und μέλος mélos ‚Glied‘) bezeichnet man eine angeborene Defektbildung im Bereich von Armen oder Beinen. Einzelne oder mehrere Röhrenknochen sind nicht oder zu klein ausgebildet.
Die Ektromelie stellt die größte Gruppe der Extremitätenfehlbildungen dar. Meist betrifft sie die obere Extremität. Zu ihr gehören die Madelung-Deformität, die bei einer Wachstumsstörung in der distalen Speiche entsteht. Wenn die Speiche ganz fehlt, kommt es zur Klumphand. Weiter werden auch Spalthand und Spaltfuß zu den Ektromelien gezählt. Diese Defekte können mit Kontrakturen einhergehen.
Verursacht werden Ektromelien durch ionisierende Strahlen, Vireninfekte oder erbgutverändernde Stoffe während der Schwangerschaft. Eine Therapie orientiert sich an der Störung. Es werden operative Verfahren und Prothesen eingesetzt, um eine möglichst gute Funktion der Gliedmaße zu ermöglichen.
Bei Mäusen gibt es eine Krankheit, die vom Ektromelie-Virus ausgelöst wird. Neben weiteren Krankheitssymptomen kann sie, wie bei der Ektromelie, das Fehlen von Röhrenknochen verursachen.